# Mar-Ith-Alaha-Kathedrale
Die Mar-Ith-Alaha-Kathedrale (arabisch كنيسة مار ايث الاها) ist eine Kirche in der irakischen Stadt Dohuk (aramäisch Nouhadra). Sie ist die Kathedrale des Bistums Dohuk der Chaldäisch-katholischen Kirche. Die heutige Bausubstanz stammt aus dem 20. Jahrhundert, doch gab es einen Vorgängerbau bereits im 6. Jahrhundert.

## Standort
Die chaldäisch-katholische Mar-Ith-Alaha-Kathedrale steht auf 543 m Meereshöhe westlich der Altstadt von Dohuk, einer bis zum Völkermord an den syrischen Christen (Sayfo) während des Ersten Weltkrieges überwiegend von Christen, seitdem vor allem von sunnitischen Kurden geprägten Stadt. Das Kirchengrundstück ist an der nördlichen Ecke der Einmündung der Darestan-Straße in die Zaxo-Straße. Die Kirche steht etwa 100 m westlich der Universitätsleitung der Universität Dohuk und wenige hundert Meter östlich der Polytechnischen Universität. Etwa 40 m südlich der Kirche steht der chaldäische Bischofssitz.

## Geschichte
Die ursprüngliche Kirche Mar Ith-Alaha wird als eine der ältesten oder auch die älteste Kirche der Stadt Dohuk angesehen. Ein Kloster mit diesem Namen wird im 6. Jahrhundert erwähnt. Das heutige Kirchengebäude wurde an der Stelle der alten Kirche errichtet und im 20. Jahrhundert etliche Male erneuert und umgebaut.

## Architektur
Die dreischiffige, geostete Kirche Mar Ith-Alaha hat die Gestalt eines Lagerhauses mit massiven Mauern aus Stahlbeton, die mit für chaldäische Kirchen typischen Zinnen im babylonischen Stil geschmückt sind. Sie hat über den Seitenschiffen ein etwas niedrigeres und über dem Hauptschiff ein etwas höheres Flachdach, an dessen östlichem Ende direkt über der Apsis auf einem schmalen Tambour die halbkugelige Kuppel und an dessen westlichem Ende über dem Porticus der Glockenturm mit quadratischem Querschnitt steht, beide mit einem metallenen Kreuz gekrönt. Auf jeder Längsseite der Kirche befindet sich eine Tür, über die man in das jeweilige Seitenschiff gelangt, doch wird üblicherweise die südliche Tür genutzt. Das Mittelschiff und die beiden Seitenschiffe ruhen auf drei Paar Rundsäulen aus Mossuler Marmor und einem Paar Quadratsäulen am Eingang zum Chor.

## Mar Ith-Alaha und sein Heiligenfest
Im Syrischen bedeutet Ith’ Alaha „Es gibt Gott“. Nach der Überlieferung trug ein christlicher Märtyrer des 4. Jahrhunderts diesen Namen. Er erlitt um das Jahr 379 den Märtyrertod durch Soldaten des Königs der Sassaniden, Schapur II. Er starb genau an der Stelle, wo heute die Kirche steht, und laut der Chronik von Seert wuchs an dieser Stelle ein Myrtenstrauch.
Die Pilgerfahrten zur Ehrung von Mar Ith-Alaha finden jedes Jahr am Mittwoch nach Ostern statt.

## Bistum
Die Chaldäisch-katholische Mar-Ith-Alaha-Kathedrale ist Sitz des 1960 errichteten chaldäisch-katholischen Bistums Amadiyah (Dioecesis Amadiensis). Im Jahre 2018 hatte das Bistum Amadiyah, das allerdings zu dieser Zeit (von 2013 bis 2020) um das Bistum Zaxo erweitert war, 13.768 Gläubige in 36 Pfarreien mit 14 Priestern. Im Jahre 2009 waren es 3800 Gläubige in 14 Pfarreien mit 7 Priestern gewesen.